# Њирбелтек
Њирбелтек (мађ. Nyírbéltek) је град у жупанији Саболч-Сатмар-Берег, у региону Северне Велике равнице у источној Мађарској.

## Географија
Покрива површину од 6.217 km2 (2.400 sq mi) и има популацију од 2.949 становника (2015).

## Историја
Име насеља се први пут појављује 1265. године у документу Иштвана V сведоци.
Године 1325. Белтек (Њирбелтек) је постао власништво огранка Калај породице Балогшемјен током поделе њихових поседа, који су до краја века остали властелини села, иако је било и неколико сувласника насеља. Године 1569., породица Препоштвари, Балинт Препоштвари, добила је овде краљевску помоћ као део имања.
Жигмонд Препоштвари је 1633. године добио иметак Белтек као краљевску донацију, који се и даље води као његово власништво до 1644. године, а затим је, због његове смрти без потомства, 1778. године, део тога добио и гроф Антал Карољи као краљевску донацију.
Од 1989. године део је подручја Њирбатора.

## Становништво
Године 2001. 87% становништва насеља се изјаснило као Мађари, 13% Роми.
Током пописа 2011, 87,5% становника се изјаснило као Мађари, 22,7% као Роми, а 0,2% као Румуни (12,5% се није изјаснило; због двојног идентитета, укупан број може бити већи од 100%). Верска дистрибуција је била следећа: римокатолици 23,7%, реформатори 7,1%, гркокатолици 50,3%, неденоминациони 1,7% (16,6% није одговорило).